# Michal Guhr
Michal Guhr (11. března 1873 Veľký Slavkov – 23. srpna 1933 Spišská Sobota) byl lékař a průkopník lyžování, sáňkování a turistiky ve Vysokých Tatrách.

## Život
Michal Guhra (mladší) byl synem veľkoslavkovského rolníka Michala Guhra, majitele pozemků ve Vysokých Tatrách a pod nimi. Promoval v roce 1897, jako lékař na vnitřní nemoci. V roce 1898 stává vedoucím vodoléčebného ústavu a od roku 1899 i vedoucím lékařem Tatranské Polianky. Tatranskou Polianku proměnil z neprosperující turistické osady na moderní léčebné středisko TBC.

### Lékařská činnost

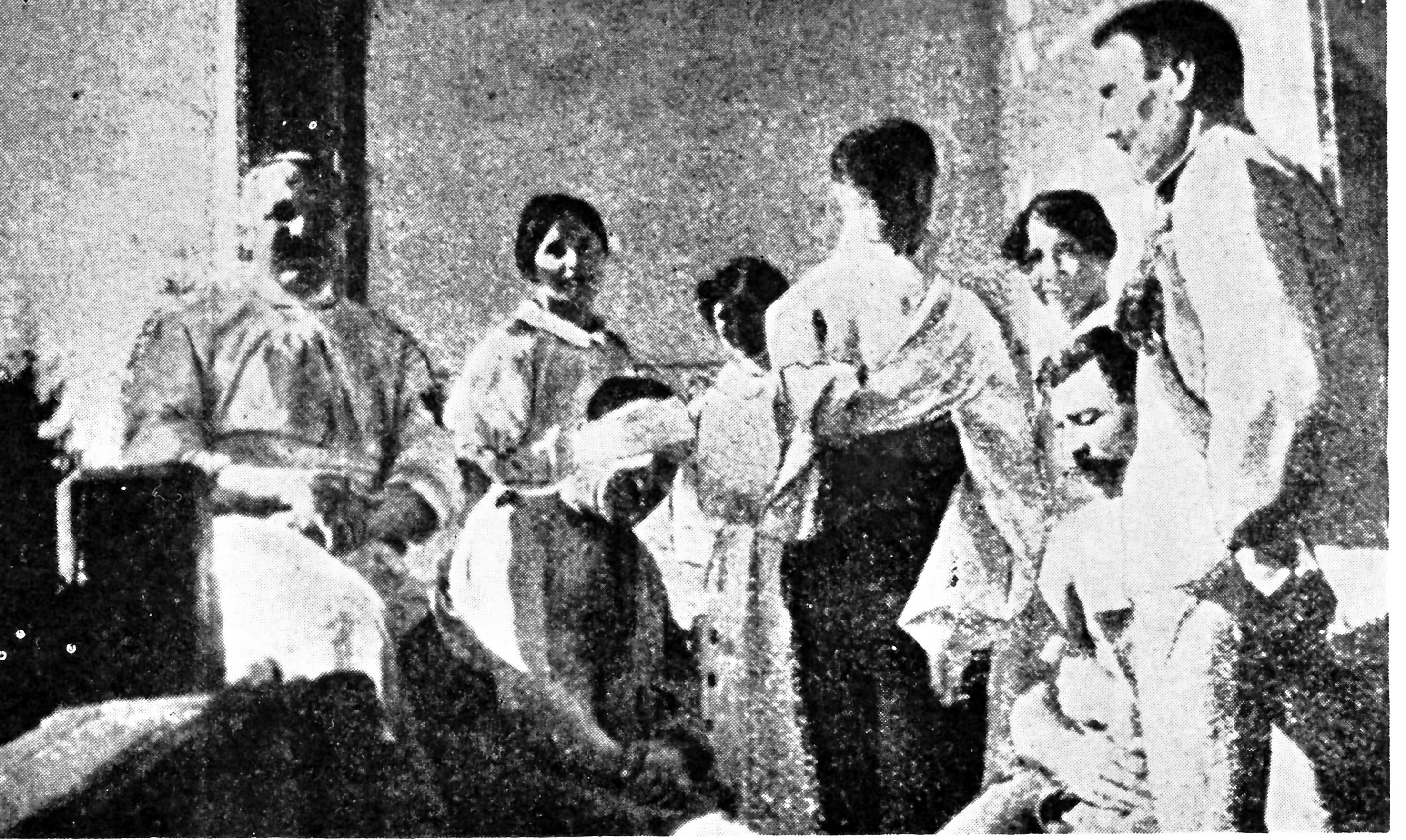
MUDr. Michal Guhra (celkem vpravo) Fotografie je z 1. sv. války. Na snímku jsou zranění vojáci, kteří se léčili v Tatranské Poliance

Michal Guhra využíval mezisezóny na studijní cesty. Navštívil Davos, kde studoval metody a indikace klimatické léčby a absolvoval lyžařský výcvik. Po příchodu to Vysokých Tater zavedl celoroční léčbu pacientů. V lázeňském domě, prvním vyhřívaném teplovodním ústředním topením ve Vysokých Tatrách, poskytoval vodní kúry. Tatranskou Polianku využívali na léčebný pobyt pacienti s nemocemi štítné žlázy, neurózami, chudokrevností, neinfekčními nemocemi plic a Basedowou chorobou. Dne 2. prosince 1907 byl dán do provozu první trakt Guhrovho sanatoria, dvoupatrová budova, ve které bylo 55 pokojů, koupelny, hala, jídelna, hudební salón, laboratoře a ordinace. Od roku 1907 byla v léčebně celoroční provoz.
V roce 1914 uherské ministerstvo války vyčlenilo sanatorium pro potřeby vojenského lazaretu. Po první světové válce se M. Guhra orientoval na léčbu TBC. V roce 1925 rozšířil lůžkovou část a od roku 1929 se věnoval léčbě Basedowovy nemoci.

### Sportovní činnost

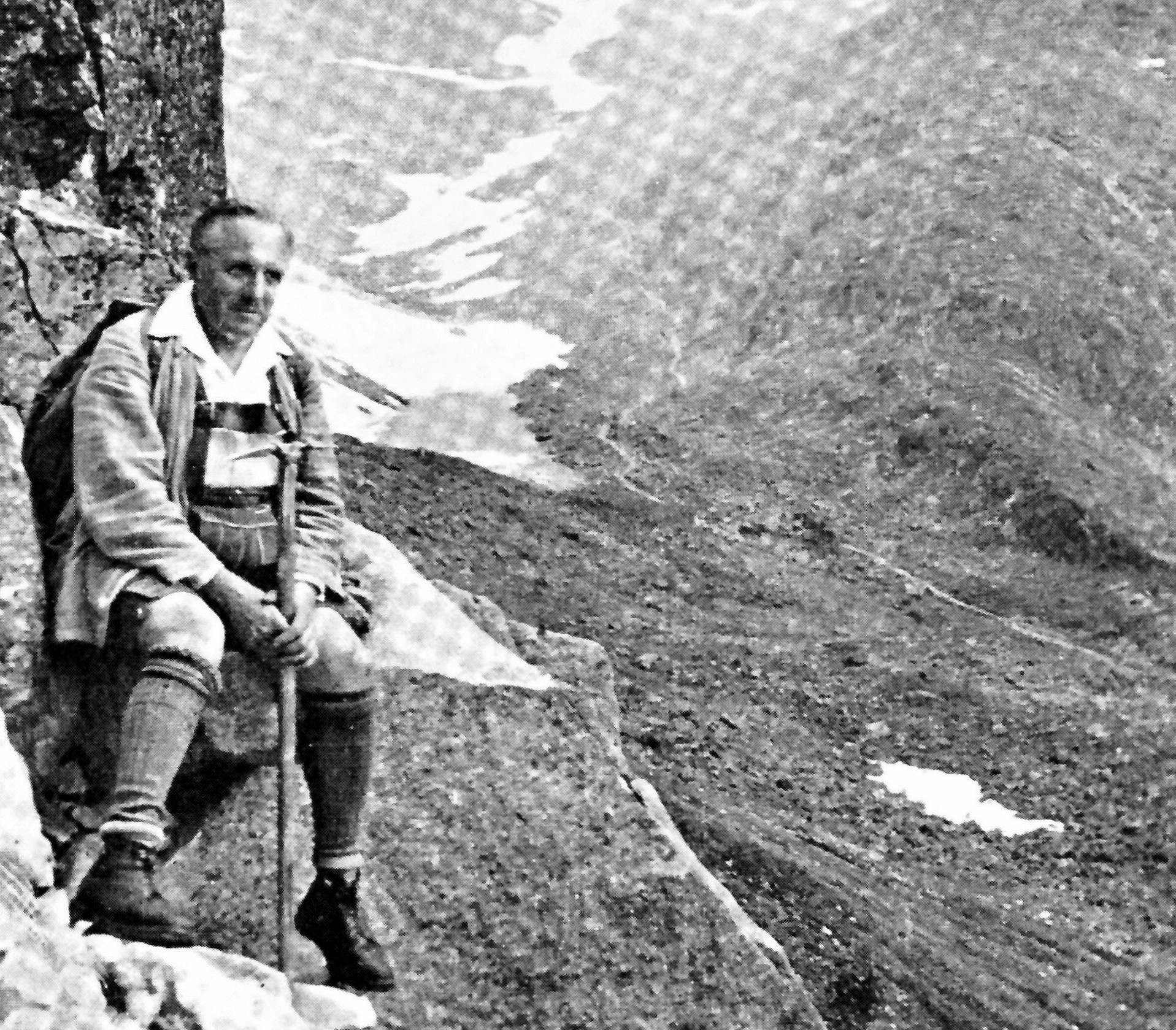
Michal Guhra pod Velickou próbou v masivu Gerlachu

Michal Guhra velkou část svého života věnoval sportovní činnosti, zejména lyžování. Ze Švýcarska si přinesl bohaté zkušenosti, které uplatňoval během svého působení v Tatranské Poliance. Organizoval lyžařské kurzy nejen pro pacienty a návštěvníky léčebných lázní, ale se věnoval, během první světové války, i horským oddílům uherské armády. První veřejný lyžařský kurz uspořádal v roce 1910. Zorganizoval první veřejné skokanské závody na malém můstku nad Tatranskou Poliankou. Vítěz Bruno Weiss skočil na lyžích devět a půl metru. Později nad osadou v ústí Velické doliny postavil velký skokanský můstek, na kterém lyžaři skákali až 60 metrů. Guhr byl velkým propagátorem lyžařské turistiky, byl delegátem Svazu lyžařů Československa na Olympijských hrách v letech 1924, 1928, 1932. V roce 1907 nechal cestu k Slezskemu domu upravit na 3 200 m dlouhou rekreační sáňkařskou dráhu. O 55 let ji přestavěli na 4 km dlouhou sáňkařskou a bobovou dráhu, kde se konaly i mezinárodní soutěže. V zimě 1932-33 vyrostlo v Tatranské Poliance 2 000 m² kluziště. Věnoval se turistice, horolezectví a záchranné službě. V roce 1913 vytvořil Tatranské dobrovolné záchranné sdružení, které až do jeho úředního rozpuštění roce 1919 i sám vedl. Zasloužil se o stavbu nynější Bilíkovy chaty na Hrebienku. Chatu zpřístupnili v roce 1934 po smrti Dr. Guhra a do roku 1948 nesla jeho jméno.